# Sub rosa

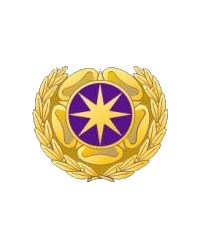
Medalla del Servicio Secreto de los Estados Unidos (brújula en el globo terráqueo, en el corazón de una rosa de cinco pétalos)

Sub rosa es una expresión latina que significa “bajo la rosa” y se usa para denotar secreto o confidencialidad.
La rosa era el emblema del dios Horus del Antiguo Egipto. La rosa y su esencia o attar también han tenido una significancia en ritos religiosos y espirituales que se realizaban en secreto.
Más tarde, griegos y romanos consideraron a Horus como el dios del silencio. Esto se originó por una malinterpretación del jeroglífico que relacionaba a Horus con Isis y Osiris. 
Los griegos tradujeron su nombre egipcio como Harpocrates. La connotación de la rosa como secreto proviene también de la mitología griega. Afrodita le dio una rosa a su hijo Eros, el dios del amor; él, a su vez, se la dio a Harpocrates, el dios del silencio, para asegurarse que las indiscreciones de su madre (o de los dioses en general según otras fuentes) no fueran divulgadas.
En los techos de las salas de banquete romanos se pintaban rosas como recordatorio de que las cosas dichas bajo la influencia del vino (sub vino) también debían permanecer sub rosa 
En el simbolismo cristiano, la expresión “sub rosa” tiene un lugar especial en las confesiones. Pinturas de rosas de cinco pétalos a menudo se ponían en los confesonarios, indicando que las conversaciones debían permanecer secretas.
En la Edad Media, una rosa suspendida del techo de una sala servía de recordatorio de que los presentes debían guardar el secreto de lo que allí se trataba.
En el siglo XVI, el símbolo de Enrique VIII de Inglaterra fue la rosa de los Tudor. Una gran imagen de la rosa cubría el techo de la cámara privada donde las decisiones de estado se hacían en secreto.
En épocas actuales, el término se usa por el gobierno escocés para una serie específica de encuentros off the record.
Más recientemente, sub rosa se han convertido en un sinónimo de operaciones encubiertas de los servicios secretos. Proviene originariamente de las fuerzas especiales canadienses y norteamericanas, este significado gradualmente se ha extendido a otros países, en especial a Gran Bretaña. Para referirse a operaciones encubiertas, el Special Boat Service británico usa el término en su lengua vernácula.
Para muchos húngaros, la expresión sub rosa se originó en los tiempos de la conspiración de Wesselényi en 1670. De acuerdo con la leyenda, los conspiradores organizaron sus encuentros en un pequeño balcón oculto en el castillo de Rákóczi en Sárospatak. En mitad del techo había pintada una rosa. Aunque. en realidad se trata de un juego de palabras, usando ambos sentidos, el literal “bajo la rosa” y entendiendo su referencia al secreto, muchos húngaros creen que el significado de la expresión se originó en la conspiración, que, de hecho, es conocida como la Conspiración Sub rosa.